# 森岡裕一
森岡 裕一（もりおか ゆういち、1950年 - ）は、日本のアメリカ文学者。大阪大学名誉教授、関西外国語大学教授。

## 略歴
大阪外国語大学英語学科卒。1979年大阪大学大学院修士課程修了、大阪大学文学部助手、1981年同言語文化部講師、1985年奈良女子大学助教授、1995年大阪大学文学部助教授、1999年教授、文学研究科教授。2006年「飲酒 / 禁酒の物語学: アメリカ文学とアルコール」で阪大文学博士。2015年退任、名誉教授、関西外国語大学外国語学部教授。

## 著書
- 『飲酒 / 禁酒の物語学 アメリカ文学とアルコール』（大阪大学出版会、大阪大学新世紀レクチャー） 2005
- 『アメリカ文化のサプリメント 多面国家のイメージと現実』（大阪大学出版会、阪大リーブル） 2014
- 『ボトルと涙 - 19世紀アメリカ禁酒物語論』（金星堂） 2021

### 共編著
- 『『ビジネス・ウィーク』を読む アメリカno.1の経済週刊誌を読むためのガイド』（関西生産性本部共編著、日本生産性本部） 1994
- 『シャーウッド・アンダソンの文学 現代アメリカ小説の原点』（高田賢一共編著、ミネルヴァ書房、Minerva英米文学ライブラリー） 1999
- 『酔いどれアメリカ文学 アルコール文学文化論』（田中紀子, 貴志雅之, 藤谷聖和共著、英宝社） 1999
- 『スモールタウン・アメリカ』（大井浩二, 沖野泰子, 藤谷聖和共著、英宝社） 2003
- 『新世紀アメリカ文学史 マップ・キーワード・データ』（片渕悦久共編、英宝社） 2004
- 『「依存」する英米文学』（堀恵子共編、英宝社、阪大英文学会叢書） 2008
- 『西洋文学 理解と鑑賞』（編著、大阪大学出版会、共通教育シリーズ） 2011

## 翻訳
- 『酒場での十夜』（T・S・アーサー、松柏社、アメリカ古典大衆小説コレクション） 2006

## 参考
- 『飲酒 / 禁酒の物語学 アメリカ文学とアルコール』著者紹介
- 大阪大学研究者総覧